# (464344) 2016 AL118
(464344) 2016 AL118 es un asteroide perteneciente al cinturón de asteroides, descubierto el 19 de abril de 2007 por el equipo Spacewatch desde el Observatorio Nacional de Kitt Peak (Arizona, Estados Unidos).